# Antonio Caso

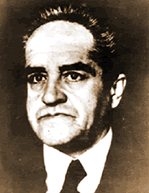
Antonio Caso (ca. 1920)

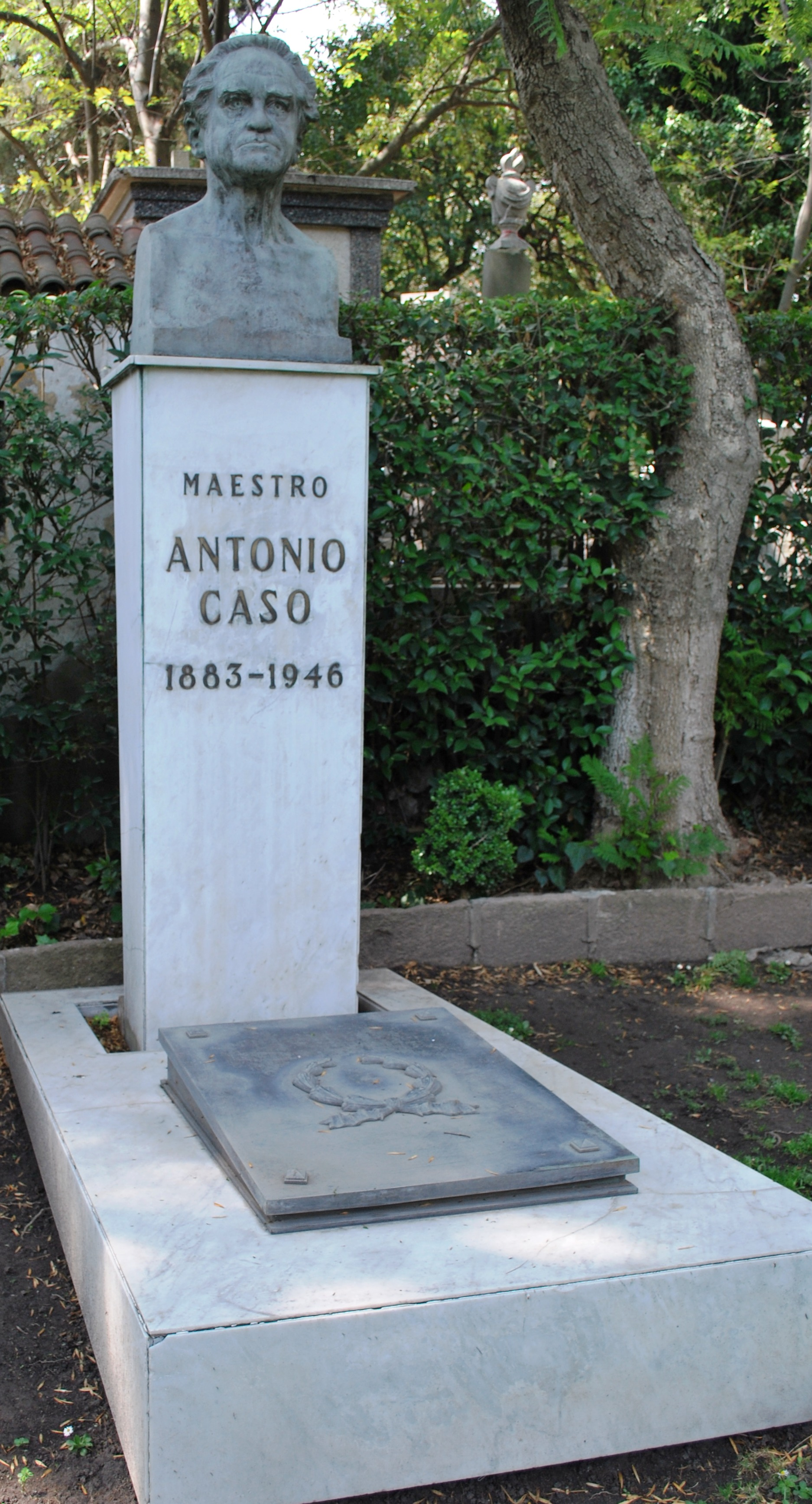
Graf van Antonio Caso

Antonio Caso Andrade (Mexico-Stad, 19 december 1883 - aldaar, 6 maart 1946) was een Mexicaans filosoof en socioloog.
Caso studeerde rechtsgeleerdheid aan de Nationale Jurisprudentieschool, maar heeft nooit als jurist gewerkt. Hij richtte in 1905 het literaire tijdschrift Savia Moderna op, dat hij samen met José Vasconcelos, Carlos González Peña en Alfonso Reyes publiceerde en hield lezingen over filosofie en literatuur aan de Nationale Autonome Universiteit van Mexico (UNAM), en richtte in 1910 de filosofische faculteit van die universiteit op.
Beïnvloed door onder anderen Edmund Husserl, Max Scheler en Martin Heidegger was Caso een van de eerste Mexicaanse intellectuelen die zich verzette tegen het positivisme van onder anderen Justo Sierra, Auguste Comte, Herbert Spencer en Gabino Barreda dat heerste in Mexicaanse academische kringen. Hij verzette zich tegen het sterke rationalisme en het liberale 'jacobinisme'. Hij beschuldigde hen van fatalisme en bekritiseerde hun sterke hechting aan de 'werkelijkheid', erop wijzend dat de omstandigheden die zij voor gegeven hielden vaak helemaal niets met de werkelijkheid te maken hadden. Caso brak hiermee radicaal met de 19e-eeuwse Mexicaanse filosofie en zijn denken vormde de opmaat voor schrijvers als Samuel Ramos, Leopoldo Zea en Octavio Paz.
Caso was rector van de UNAM van 1921 tot 1923 en ontving in zijn latere leven vijf eredoctoraten. Hij overleed in 1946.
- Biblioteca Nacional de España: XX4661445
- Bibliothèque nationale de France: cb12106940s (data)
- Catàleg d'autoritats de noms i títols de Catalunya: 981058607925406706
- Gemeinsame Normdatei: 118668692
- International Standard Name Identifier: 0000 0001 1885 0570
- Library of Congress Control Number: n85150245
- Nationale Bibliotheek van Tsjechië: jo2011661531
- Nationale Bibliotheek van Israël: 987007444893005171
- Nederlandse Thesaurus van Auteursnamen: 096828307
- Istituto Centrale per il Catalogo Unico: IEIV040670
- SNAC: w6jx0nkk
- Système universitaire de documentation: 067014720
- Trove: 1139766
- Virtual International Authority File: 20474394
- WorldCat: E39PBJgcX3C4BfQQmbP3M6cgKd